# Лонкімай
Лонкімай (ісп. Lonquimay) — селище в Чилі. Адміністративний центр однойменної комуни. Населення — 3435 осіб (2002). Селище і комуна входить до складу провінції Мальєко і регіону Арауканія.
Територія комуни — 3914,2 км². Чисельність населення — 11 096 жителів (2007). Щільність населення — 2,83 чол./км².

## Розташування
Селище розташоване за 121 км на північний схід від адміністративного центру області міста Темуко та за 148 км на південний схід від адміністративного центру провінції міста Анголь.
Комуна межує:
- на півночі — з комуною Альто-Біобіо
- на сході — з провінцією Неукен (Аргентина)
- на півдні — з провінцією Неукен (Аргентина)
- на заході — з комунами Меліпеуко, Куракаутин
- на північному заході — з комуною Кілако

## Демографія
Згідно з даними, зібраними під час перепису Національним інститутом статистики, населення комуни становить 11 096 осіб, з яких 5959 чоловіків та 5137 жінок.
Населення комуни становить 1,18 % від загальної чисельності населення регіону Арауканія. 66,13 % належить до сільського населення та 33,87 % — міське населення.